# André François (football)
Pour les articles homonymes, voir François et André François.
André François, né le 13 janvier 1886 à Roubaix et mort pour la France le 17 mars 1915 à l’hôpital de Sainte-Menehould de suite de blessures de guerre, est un footballeur français qui évoluait au poste d'attaquant.
Capitaine des Français aux Jeux olympiques de 1908, François ne parvient à éviter la plus lourde défaite de l'histoire des Bleus (1-17 face au Danemark).
Par la suite, il dirige les succursales des établissements nordistes de la firme Tiberghien. Son décès est annoncé le 19 mai 1915 dans L'Auto.

## Carrière
- RC Roubaix ( France)

## Palmarès
- Champion de France USFSA en 1904, en 1906 et en 1908
- 6 sélections en équipe de France A, 3 buts (1906-1908)